# كأس النرويج 1921
كأس النرويج 1921 (بالنرويجية: Norgesmesterskapet i fotball for menn 1921)‏ هو الموسم 20 من كأس النرويج. أشرف على تنظيمه اتحاد النرويج لكرة القدم، وفاز فيه فريغ أوسلو ‏.